# Pita irisada
La pita irisada (Pitta iris) és una espècie d'ocell de la família dels pítids (Pittidae) que habita els boscos d'Austràlia septentrional.